# Jan Koreis
Jan Koreis (27. dubna 1907 Žebětín – 8. srpna 1949 Brno) byl československý sportovec, atlet, který se specializoval na skok o tyči, umučený komunistickou Státní bezpečností.
S atletikou začínal v polovině 20. let v Sokole Žebětín, od roku 1926 v Moravské Slavii Brno. Před druhou světovou válkou byl nejlepším československým skokanem o tyči. Celkem třikrát vytvořil československý rekord, jako první překonal výšku 400 cm. Dvakrát (v letech 1929 a 1930) se stal mistrem republiky. Startoval také na olympiádě v Berlíně, kde v soutěži tyčkařů obsadil šesté místo (jako nejlepší Evropan).
Po skončení sportovní kariéry působil jako advokát (v roce 1932 absolvoval Právnickou fakultu Masarykovy univerzity). Po únoru 1948 se zapojil do organizování odchodů odpůrců komunistického režimu z jižní Moravy do Rakouska. Byl zatčen a při výslechu v úřadovně Státní bezpečnosti v Brně za neobjasněných okolností zemřel.
V roce 2004 byla po něm pojmenována ulice v Brně-Žebětíně.